# 강영철 (1957년)
강영철(1957년 9월 ~ )은 듀엣가수 한마음의 구성원이었던 대한민국 남자 가수, 작사가 겸 작곡가이다.

## 이력
《갯바위》, 《가슴앓이》, 《친구라 하네, <<말하고 싶어요>> 등을 작곡하여 히트시킨 작곡가이자 가수. 양하영(본명 신언옥)과 포크 팝 보컬 그룹 "한마음" 을 결성해 활동했다. 양하영과 85년 11월 결혼했으나 87년 10월 이혼했다. 
1995년에는 가수 김재홍의 데뷔곡 《꿈에라도》(작곡 최준영)의 작사를 맡기도 했다.  
2016년 한마음 해체 30년만에 싱글 앨범을 내며 가요계에 복귀했다.
이혼 이유는 그 당시 방송인이었던 크리스티나 김과 바람났기 때문임